# Sebastian Szimayer
Sebastian Szimayer (* 15. Mai 1990 in Heilbronn) ist ein deutscher Fußballspieler und Trainer.

## Karriere
Szimayer lernte das Fußball spielen beim VfB Bad Rappenau und wechselte 2005 über die Station SV Sandhausen in die Jugendabteilung der TSG 1899 Hoffenheim. Nach einer Saison in der A-Junioren-Bundesliga folgte der Wechsel 2008 zum damaligen Zweitligisten SV Wehen Wiesbaden, wo der Stürmer seinen ersten Profivertrag unterzeichnete und zunächst für die zweite Mannschaft in der Regionalliga Süd vorgesehen war.
Am 18. April 2009 feierte Szimayer bei der 1:3-Niederlage beim SC Freiburg II sein Debüt mit der zweiten Mannschaft in der Regionalliga Süd, dem in der Saison 2008/09 vier weitere Einsätze folgten.
Nach dem Abstieg des SVWW in die Dritte Liga rückte Szimayer zu Beginn der Saison 09/10 in den Profikader auf und durfte am sechsten Spieltag im Heimspiel gegen Jahn Regensburg seine ersten Minuten in der Dritten Liga absolvieren, es blieb jedoch bei diesem einen Einsatz. In der Saison 2009/10 wurde er 29 Mal und in der Saison 10/11 21 Mal mit der zweiten Mannschaft eingesetzt, für die er insgesamt neun Tore erzielte.
Zum Beginn der Saison 2011/12 wechselte Szimayer zum Regionalligisten SG Sonnenhof Großaspach. Zur Saison 2013/14 schloss er sich dem SV Waldhof Mannheim an, im Jahr drauf der SpVgg Neckarelz und zur Spielzeit 2015/16 dem Drittligisten FC Rot-Weiß Erfurt. Nach nur einer Saison verließ Szimayer Erfurt und schloss sich dem Regionalligisten Eintracht Trier an. Im Sommer 2017 wechselte er zu Hessen Kassel und unterschrieb einen 3-Jahres-Vertrag bis zum 30. Juni 2020.
Aber nach nur einer Saison wechselte er weiter nach Luxemburg zum aktuellen Pokalsieger und Erstligisten RFC Union Luxemburg in die BGL Ligue. Wiederum ein Jahr später schloss er sich Ligarivale FC UNA Strassen an. Zur Spielzeit 2021/22 ging er dann zurück nach Deutschland und unterschrieb einen Vertrag beim  SV Rot-Weiss Wittlich in der siebtklassigen Bezirksliga West. 
Zwei Jahre später wechselte er weiter zum FSV Trier-Tarforst in die Rheinlandliga und seit dem Sommer 2024 ist Szimayer Spielertrainer des benachbarten Kreisligisten SV Trier-Irsch.

## Sonstiges
Szimeyer betreibt mit zwei weiteren Freunden seit Anfang 2023 die Kneipe Studio 11 in der Innenstadt von Trier.